# Bilgerischanze
Bilgerischanze - kompleks skocznia narciarska o punktach konstrukcyjnych K50 i K20 w austriackiej miejscowości Bad Hofgastein.
Ich nazwa pochodzi od pioniera narciarstwa, majora Georga Bilgeri (1873–1934). W 1922 na skoczni oddano pierwszy skok na odległość ponad 40 metrów. Stare fotografie pokazują sposób prowadzenia zawodów: trzech skoczków skakało obok siebie w tym samym momencie. Dzisiaj Bilgeri-Schanze już nie istnieje.

## Parametry
- Punkt K: 50 m
- Rok budowy: 1920
- Inne skocznie: K20
- Igielit: tylko K20
- Klub narciarski: WSV Bad Hofgastein